# 空色かなた
空色 かなた（そらいろ かなた）は、日本の漫画家。男性。

## 人物
コメディタッチで爽やかな展開の作品を描く。

## 作品
2008年、『ヤングアニマル』No.7とNo.17に『銘菓!かすが庵』、2009年、No.14、『ヤングアニマルあいらんど』10号に『花も嵐も何のその』が掲載された。
銘菓!かすが庵
祖母から受け継いだ寂れた茶屋を営む春日と美大志望の画斗が出会い織り成す物語。
花も嵐も何のその
名門嵐花学園（らんかがくえん）に赴任してきた東郷淳馬（とうごうあづま）は従兄弟の本能寺まるみと4年ぶりに再会する。まるみは淳馬の妻になると決めていてドタバタを繰り広げる。今後の展開を期待させられるエンディングで幕を閉じる。
コミックス「桃尻女学生性春白書」
　　女学生もの。
図書館ガール